# ストランデッド
『ストランデッド』（Stranded）は、1973年にリリースされたロキシー・ミュージックのサード・アルバム。

## 解説
ブライアン・イーノ（テープ、シンセサイザー）に代わって、元カーヴド・エアのエディ・ジョブソン（キーボード、ヴァイオリン）を迎えた最初のアルバムである。また元クォーターマス、ハード・スタッフのジョン・ガスタフソンがサポート・ベーシストとして初参加した。
「アマゾナ」はブライアン・フェリーとフィル・マンザネラ、「ヨーロッパ哀歌」はフェリーとアンディ・マッケイの共作である。フェリー以外のメンバーの名前がアルバム収録曲の作者に記載されたのは、本作が初めてである。
本作は彼等にとって初めて、全英アルバムチャートの1位を獲得したアルバムになった。「ストリート・ライフ」はシングル・カットされて全英シングルチャート9位に達した。

## 収録曲
特記なき楽曲はブライアン・フェリー作。
1. 「ストリート・ライフ」 - "Street Life" 3:29
2. 「君の如く (ジャスト・ライク・ユー)」 - "Just Like You" 3:36
3. 「アマゾナ」 - "Amazona" (フェリー、フィル・マンザネラ) 4:16
4. 「祈り」 - "Psalm" 8:04
5. 「セレナーデ」 - "Serenade" 2:59
6. 「ヨーロッパ哀歌」 - "A Song for Europe" (フェリー、アンディ・マッケイ) 5:46
7. 「マザー・オブ・パール」 - "Mother of Pearl" 6:52
8. 「日没」 - "Sunset" 6:04

## カヴァー
- 「ストリート・ライフ」は、デフ・レパードのカヴァー・アルバム『Yeah!〜イエーイ!』（2006年）で取り上げられた。

## パーソネル
ロキシー・ミュージック
- ブライアン・フェリー – ボーカル、ピアノ、エレクトリック・ピアノ、ハーモニカ
- ジョン・ガスタフソン – ベース
- エディ・ジョブソン – シンセサイザー、キーボード、エレクトリック・ヴァイオリン
- アンディ・マッケイ – オーボエ、サクソフォーン、トリートメント
- フィル・マンザネラ – ギター、トリートメント
- ポール・トンプソン – ドラム、ティンパニ

アディショナル・ミュージシャン
- クリス・ローレンス – ストリング・ベース (「日没」)
- ロンドン・ウェルシュ・メイル・クワイア - コーラス (「祈り」)

スタッフ
- クリス・トーマス – プロデュース、ベース (「ストリート・ライフ」※ノンクレジット)
- ロンドンのAIRスタジオにて1973年9月に録音